# Musée des Beaux-Arts de Bordeaux
Pour les articles homonymes, voir Musée des beaux-arts.
Le musée des Beaux-Arts de Bordeaux (Gironde, France) est un musée d'art fondé en 1801 et principalement constitué d'une collection de peintures allant du XVe au XXe siècle mais qui possède également des collections de sculpture et d'arts graphiques. Il présente la particularité d'être en deux lieux séparés : le musée des Beaux-Arts, cours d'Albret, et la galerie des Beaux-Arts, place du Colonel-Raynal.

## Historique
L'arrêté Chaptal marque la création officielle du musée de Bordeaux en 1801. Il prévoit la répartition dans 15 villes de province d’œuvres issues des collections du Muséum central des arts de la République, à la fois dans un but pédagogique mais aussi pour « désencombrer » le palais du Louvre en pleine transformation.
À Bordeaux, la municipalité confie la création de son musée à Pierre Lacour père, peintre, professeur de dessin et membre de la Société des sciences, belles-lettres et arts, considéré aujourd'hui comme le premier conservateur. Après de longs atermoiements un lieu est construit et propose au public bordelais, en 1881, de découvrir les collections municipales. Dès sa création, il est déjà à l’étroit. Un espace d’exposition temporaire est construit de l’autre côté du cours d’Albret : la galerie des beaux-arts (prête en mars 1939).

### La recherche d'un lieu
En l'an IX de la République (1801), l'arrêté du ministre Chaptal prévoit la répartition des biens artistiques nationalisés à la Révolution. L’État effectue deux premiers envois en 1803 et 1805. Ces œuvres s'ajoutent aux dix que Pierre Lacour détient, et forment le début de la collection du musée de Bordeaux.
Constituées de peintures et de sculptures, les œuvres sont installées dans une des salles de la bibliothèque à l’Académie des sciences et belles-lettres, rue de l’Église-Saint-Dominique (aujourd’hui rue Jean-Jacques Bel). Une « galerie des peintures » est aménagée, ouverte au public en 1804, elle demeure surtout une référence pour l’étude des élèves de l’École de dessin.
Il était convenu que « les tableaux ne seraient envoyés qu'après qu'il aura été disposé, aux frais de la commune, d'une galerie convenable pour les recevoir ». Cependant, quand le second envoi de l'État eu lieu en 1805, aucun aménagement spécifique n'avait été réalisé. Les salles de la bibliothèque étaient encombrées par les livres, la présence des antiques, des moulages et du cabinet d’histoire naturelle le tout composant la bibliothèque, le cabinet d'histoire naturelle, le Muséum et la galerie de tableaux. Malgré l’aménagement conçu par l’ingénieur de la Ville Richard Bonfin en 1809, la « galerie des peintures » ne put présenter toutes ses œuvres.
Lorsque Pierre Lacour fils, dessinateur et graveur, succéda à son père le 29 janvier 1814, la question du local se posait toujours, surtout avec les envois de 1817.

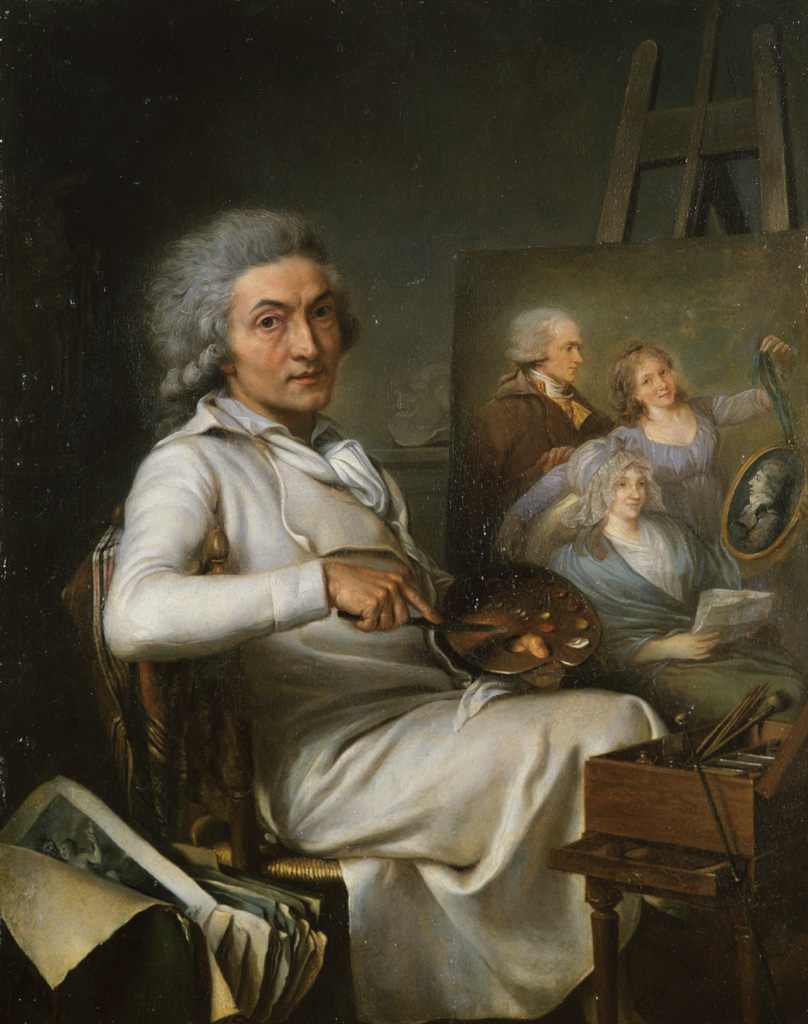
Pierre Lacour père (1798), premier conservateur du musée, de 1811 à 1814.
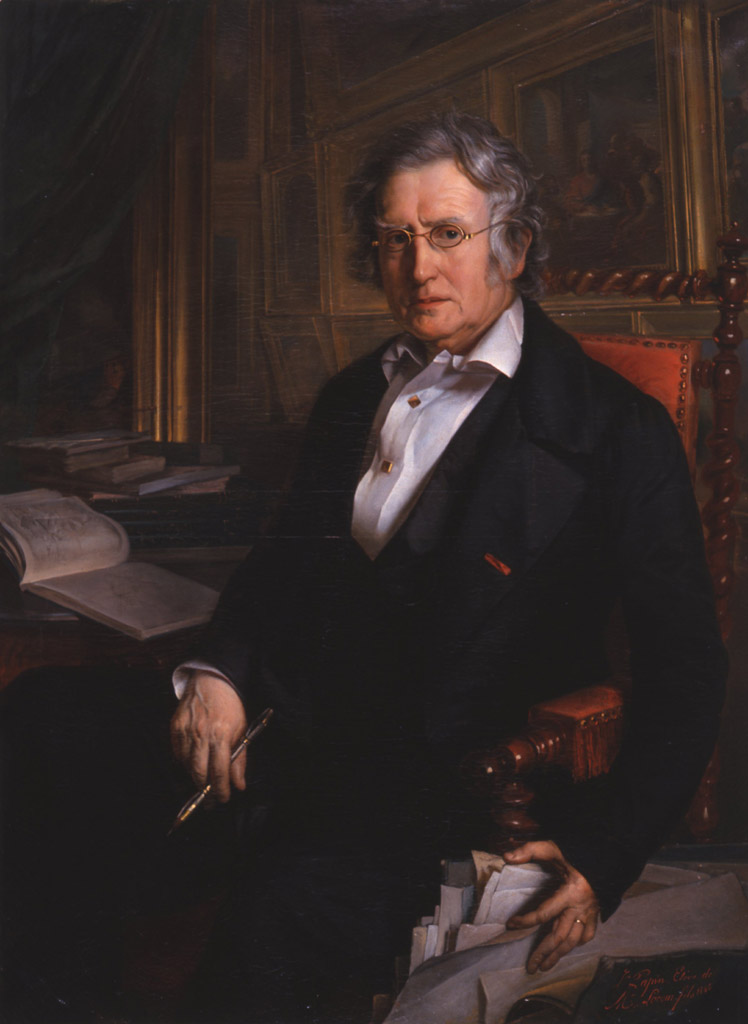
Pierre Lacour fils (1846), conservateur de 1814 à 1859.

### Installation dans les salons de l'hôtel de ville
Michel-Jules Bonfin, fils et successeur du précédent ingénieur municipal, aménagea les lieux du futur musée de la Ville dans l'ancien siège du Tribunal civil, situé dans l’aile nord du palais Royal (actuel palais Rohan), rue Montbazon. Son ouverture a lieu le 5 mai 1821. L'installation de la collection dans les nouveaux lieux fut complexe surtout avec l'arrivée des 279 tableaux de la collection du marquis de Lacaze.
En 1832, il fut alors décidé de transférer la collection complète dans les grands salons du rez-de-chaussée du palais Royal, à l’exception de la salle à manger peinte à fresque par Jean-Antoine Berinzago. L’espace d’accrochage était certes accru mais il restait soumis à l’administration municipale installée depuis 1836, aux séjours royaux puis impériaux à partir de 1852 ; le public n’accédait à la collection que les dimanches et jours de fête. Lacour entreprit alors une restauration de toutes les œuvres, d’une part, et la fabrication de cadres pour celles qui en étaient dépourvues, d’autre part.
Certains maires réfléchirent à l’emplacement d’un nouveau musée, proposant, pour David Johnston (1838-1842), les deux côtés du jardin de la mairie, le long des rues Rohan (actuelle Élisée Reclus) et Montbazon, pour Duffour-Dubergier (1842-1848), la place des Quinconces.

### L'idée d'un nouveau musée
Contrant cette dernière proposition, Lacour Fils écrivit au maire de Bordeaux en 1842 : « Quant à la question de savoir où cette galerie sera placée, je n’ai pas le droit d’émettre un avis sur ce sujet. J’observerai seulement, puisqu’on a paru désirer que cette galerie restât près de la Mairie, que cette position est des plus convenables ; que le voisinage du pouvoir ajoute à la considération dont les arts ont besoin principalement dans une ville de commerce et qu’en même temps, les arts ainsi placés donnent une idée avantageuse d’une ville et de sa magnificence. C’est ordinairement¸ dit le savant Millin, par le caractère et l’importance, par l’étendue et par le degré de richesse auxquels les hôtels de ville sont portés, que le voyageur peut juger au premier aspect de l’opulence et du goût des habitants d’une cité. » (Archives municipales de Bordeaux).
L’architecte municipal Charles Burguet (1821-1879) élabora en 1858 un projet de musée située à l’arrière du palais Rohan et comportant deux ailes, avec un étage en option, le long des rues Rohan et Montbazon, et reliées par une grille. Aucun des projets n’avança à cette époque et le musée resta au palais Rohan. Un premier incendie ravagea ce dernier le 13 juin 1862, détruisant de nombreuses archives et endommageant quelques peintures (La Dispute des philosophes et La Dispute des théologiens de Luca Giordano, par la suite restaurées).
Les travaux de réfection, menés par l’architecte municipal Charles Burguet, nécessitèrent le déplacement de la collection dans un « local en planches » installé dans le jardin. Provisoire à l’origine, cette structure, vulnérable aux incendies et aux inondations, demeura huit années. La situation précaire de la collection et la guerre franco-prussienne incitèrent l’administration au retour des œuvres dans les salons de l'hôtel de ville en 1870. Mais, un second incendie se déclara le 7 décembre 1870, lors de son occupation par les militaires et endommagea cette fois le fonds ancien.
De nombreuses œuvres furent détériorées et plusieurs d’entre elles définitivement ruinées, notamment les quatre grandes chasses. Dix-sept tableaux étaient ainsi anéantis, à savoir : du XVIe siècle, L'Assomption de la Vierge de Jacob Bunel (3,47 × 2,97 m) et Saint-François de Ludovico Carracci (1,23 × 1 m) ; du XVIIe siècle, La Chasse au lion de l’atelier de Rubens ; Chasse au renard et Chasse au sanglier de Frans Snyders (envois de 1805 de 2,47 × 1,70 m et 2,40 × 1,61 m) ; Saint Bernard recevant de la Vierge la règle de l’abbaye de Clairvaux du Guerchin ; L’Adoration des bergers de Gaspard de Crayer ; Hercule et Omphale de Luca Giordano ; Abraham et ses Serviteurs et Apollon et Marsyas de Ferdinand Bol (1,43 × 1,10 m et 1,39 × 1,10 m) ; Marine de Jan Baptist Weenix ; Vierge à l’Enfant avec des anges et saint François à genoux d'Abraham Matthys (2,89 × 2,05 m) et Petit portrait d’homme de l’école d’Anton Van Dyck ; du XVIIIe siècle, La Vestale : Portrait de Mademoiselle Perdrigeon de Jean Raoux (2,54 × 1,99 m) ; du XIXe siècle, Visite de la reine Marie-Amélie à l'hôtel-Dieu après les journées de 1830 ou les blessés de juillet d'Alexandre-François Caminade, 1834 (2,10 × 1,49 m) ; Moïse exposé sur les bords du Nil et sauvé par la fille du Pharaon d’Aimée Brune, 1841 (1,95 × 1,48 m) et Convoi français cerné par les Cosaques (incendie de 1870 ou 1891 ?) de l’abbé Adolphe Hemet (1,80 × 1,35 m). Par ailleurs, La Chasse aux lions de Delacroix, 1855 (3,61 × 1,73 m) fut détruite sur 84 cm de haut dans sa partie supérieure.

### Le musée actuel

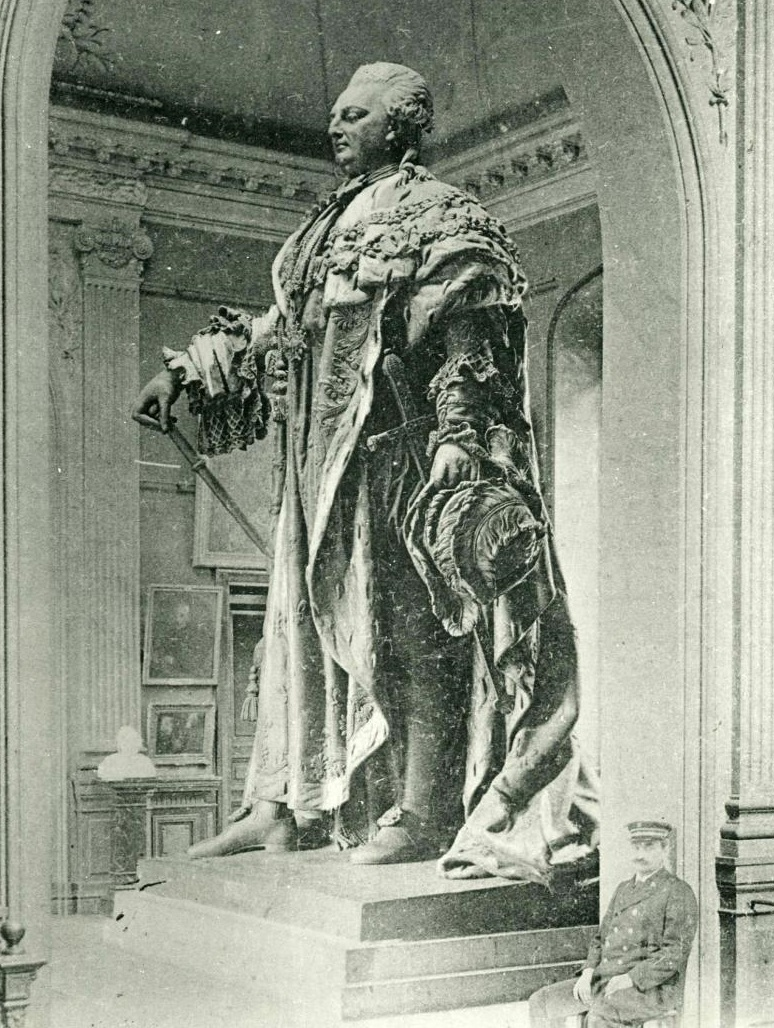
Louis XVI, statue colossale de Nicolas Raggi, arrivée au musée en 1878.

Le chantier débuta en avril 1875, avec la pose de la première pierre par le cardinal Ferdinand Donnet et fut dirigé par Burguet puis, à la mort de celui-ci, par son confrère Marius Faget. Ce dernier donna le dessin de la grille que réalisa l’entreprise Mathieu Blairon de Charleville.
Pour sa part, l’architecte Auguste Dejean établit les plans de l’aile méridionale où il prévoyait un emplacement particulier (le salon oriental) pour la statue colossale de Louis XVI (1829) par Nicolas Raggi (1791-1862). Elle est fondue en 1942, sous le régime de Vichy, dans le cadre de la mobilisation des métaux non ferreux.
Remaniant constamment ses dessins, Burguet s’inscrivait dans la grande tradition classique en subordonnant le décor à l’architecture des ailes. Il assurait aussi une continuité stylistique avec l’ancien archevêché et les hôtels particuliers voisins, en déployant sur les façades les pilastres ioniques qui rythment une arcature aveugle en plein-cintre, les panneaux décorés de guirlandes, les niches des façades occidentales et la balustrade dissimulant en partie les toits.
La vocation muséale du lieu est affirmée dès la façade occidentale par la présence de deux statues : La Peinture et La Sculpture, réalisées par Pierre Granet (1843-1910). On trouve également les bustes de Doucet, Duffour-Dubergier, Fieffé et Lacour fils, sculptés par Edmond Prévot (1838-1892), et le bâtiment lui-même symbolise le troisième art majeur : l’architecture. En revanche, les consoles et les médaillons n’ont pas reçu les 29 bustes et les 14 statues de personnalités bordelaises voulus par le conseil municipal en août 1874.
Les espaces intérieurs ont bénéficié d’une attention tout aussi particulière avec, dans les vestibules, les grandes portes vitrées aux fines structures de ferronnerie et aux poignées serpentines en bronze de Faget, et les colonnes jumelées dont la monumentalité classique réaffirme le lieu comme le palais des Muses et des Arts. Burguet avait aussi imaginé un décor intérieur visible sur les vues anciennes et qui se composait d’un entablement à la naissance des voussures et de pilastres ioniques encadrant les grandes baies libres.
Entre 1881 et 1928, le musée n’eut connu guère de modifications notables. Seul, le projet d’agrandissement par Alfred Duprat n’aboutit pas en 1897.

### Conservateurs
- Pierre Lacour de 1811 à 1814.
- Pierre Lacour fils (1778-1859), de 1814 à 1859.
- Oscar Gué (1809-1877), de 1859 à 1877.
- Émile Vallet (1834-1898), de 1878 à 1898.
- Jean Cabrit[10] (1841-1907), de 1899 à 1907.
- Daniel Alaux (1853-1933), de 1907 à 1922.
- Charles Manciet (1874-1963), de 1923 à 1938.
- Jean Gabriel Lemoine (1891-1970), de 1939 à 1959.
- Gilberte Martin-Méry (1917-2005), de 1959 à 1985.
- Philippe Le Leyzour, de 1985 à 1990.
- Francis Ribemonte, de 1990-2001.
- Olivier Le Bihan, de 2003-2009.
- Guillaume Ambroise, de 2010-2012.
- José de Los Llanos, de 2013-2014.
- Sophie Barthélémy, depuis 2014[11].

### Un lieu d'exposition temporaire: la galerie des Beaux-Arts
De l’autre côté du cours d’Albret, s’élève la galerie des Beaux-Arts enserrée par l’école Anatole-France. Son édification revient à Adrien Marquet qui souhaitait doter le musée des Beaux-Arts d'un espace d’exposition après la restauration des portiques du Jardin public où se tenaient les présentations de peinture depuis le XIXe siècle.

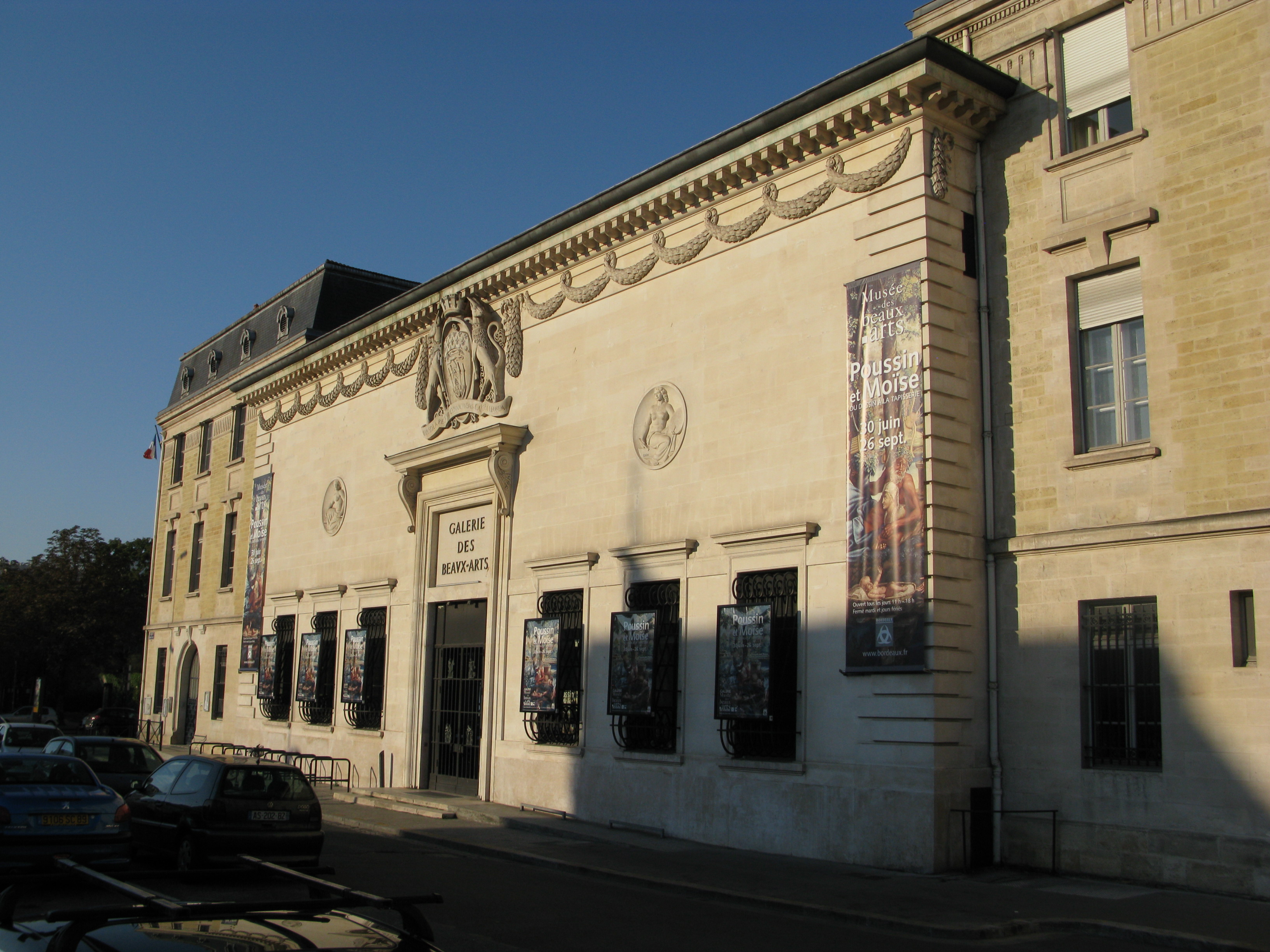
La galerie des Beaux-Arts.

Le maire choisit l’espace laissé vacant par le groupe scolaire et demanda à son architecte en chef Jacques Boistel d’Welles (1883-1970) d’établir le programme architectural. En 1935, D’Welles définit une structure sur trois niveaux : un sous-sol éclairé électriquement, un rez-de-chaussée doté de fenêtres en façade et un étage surmonté d’une toiture en sheds. Sur le conseil de D’Welles, Daniel Gervais, auteur de l’école mitoyenne, fut choisi pour diriger les travaux. Ceux-ci commencèrent en 1936, et malgré les retards, se conclurent en mars 1939.
La galerie fut occupée par les services du ravitaillement pendant la Seconde Guerre mondiale et retrouva sa vocation initiale en 1947. À partir de 1951, elle abritait régulièrement l’exposition de peinture qui accompagnait le « Mai musical » mais aussi les manifestations d’associations artistiques.
La façade reste l’élément primordial car elle s’impose dans le programme architectural de la place. Une porte monumentale s’inscrit au centre et relie le niveau inférieur, percé régulièrement de fenêtres rectangulaires, au niveau supérieur orné de médaillons. Elle est surmontée par les armes de la Ville dont le haut-relief se conjugue avec la mouluration saillante (entablement, chaînes d’angle harpées, corniches des fenêtres et de la porte) et les médaillons concaves pour briser la planéité de la façade.
Les sculptures d'Albert Binquet (armes et guirlandes en frise) et de Charles Louis Malric (médaillons de La Sculpture et de La Peinture), les grilles des fenêtres rappellent des créations d’Expert (salle des fêtes de l’hôtel de ville de Reims, École nationale supérieure des arts décoratifs) ou du palais de Tokyo (1937) d’Aubert, Dastuge, Dondel et Viard ; cependant, ce jeu décoratif maniériste, aux éléments altérés ou amplifiés, puise ses références dans l’architecture italienne du XVIe siècle.
L’escalier constitue un autre élément majeur de l’édifice, tant par son importance que par sa rampe du XVIIIe siècle, provenant de la place de la Bourse et offerte par la Chambre de commerce et d’industrie de Bordeaux.
Plus récemment en 2001, le musée a engagé la restauration de la galerie des Beaux-Arts pour la rendre conforme aux normes de sécurité, d’incendie et d’accueil du public handicapé. Elle continue de recevoir les expositions temporaires du musée des Beaux-Arts ou du musée des Arts décoratifs.
Le musée des Beaux-Arts présente les collections permanentes dans les deux ailes construites par Burguet : la peinture du XVIe au XVIIIe siècle dans l’aile sud et la peinture et la sculpture des XIXe et XXe siècles dans l’aile nord, de part et d’autre des jardins de l’hôtel de ville. Les travaux de 2011 à 2013 obligent à une longue fermeture afin de rendre le musée accessible aux personnes à mobilité réduite, de rénover l’aile nord et enfin de permettre l’installation d’un chauffage par géothermie pour l’hôtel de ville et le musée.

## Les collections
La collection permanente qui, en 2014, compte notamment 2 297 peintures et 666 sculptures européennes, ainsi que 1564 estampes et 3328 dessins, se déploie sur les deux ailes du musée des beaux-arts de Bordeaux, suivant les principaux courants d'histoire de l'art, du XVe au XXe siècle.
Dans l’aile sud, la présentation commence avec la Vierge de pitié entourée de saints (1469) d’Hans Clot et se termine avec Saint Louis visitant les pestiférés dans les plaines de Carthage (Salon de 1822) de Guillon-Lethière. Dans l’aile opposée, La Grèce sur les ruines de Missolonghi (1826) d’Eugène Delacroix annonce la présentation des grands courants du XIXe siècle (romantisme, réalisme, académisme), ainsi que les salles réservées aux marines (Gudin, Isabey), aux paysages (Corot, Diaz de la Peña, Boudin), à la peinture animalière (Bonheur, Princeteau) et aux portraits (Couture, Carolus-Duran, Fantin-Latour ou Morisot). La présentation se poursuit avec les peintures d’Odilon Redon, de Marquet et des Fauves, de Lhote et du cubisme, avant de se conclure par la figuration et l’abstraction, et un certain « retour à l’ordre » (Bissière, Dorignac, Matisse, Picasso).

### Peinture italienne desXVeetXVIesiècles

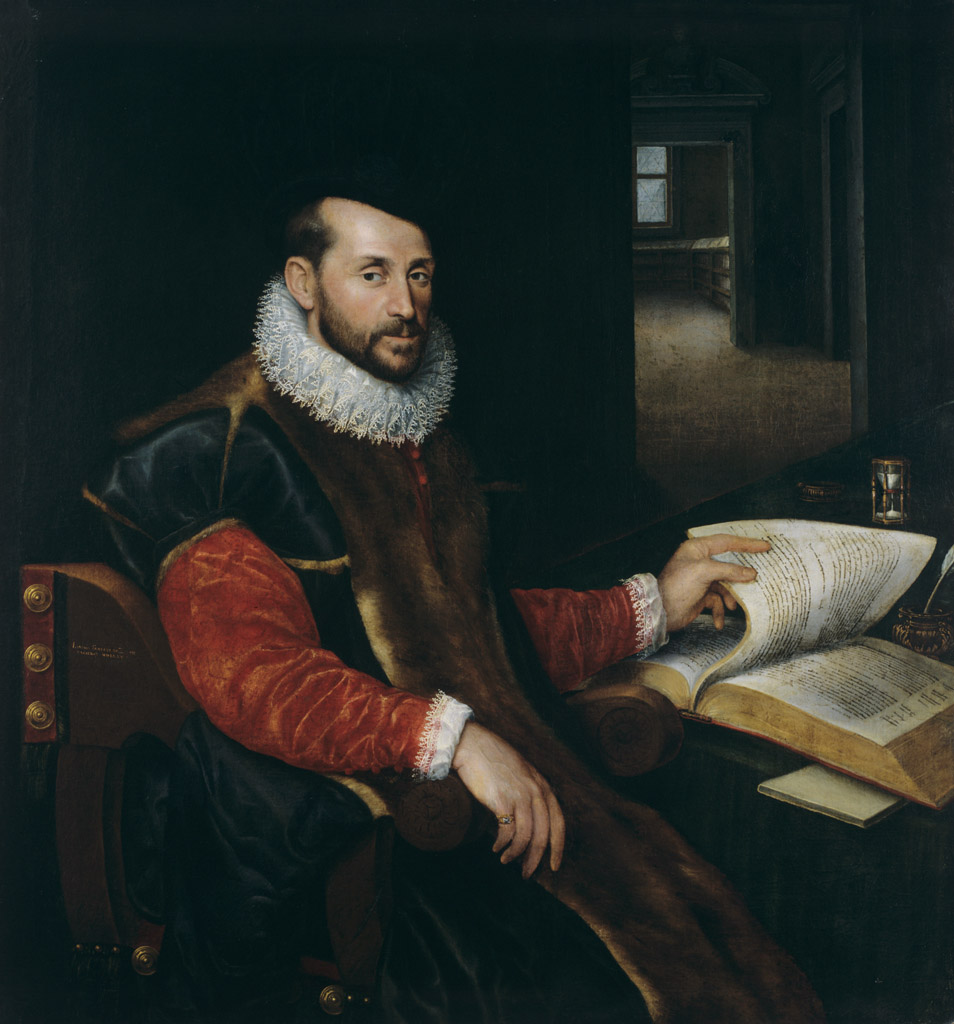
Lavinia Fontana, Portrait d'homme assis feuilletant un livre, 1577-1578.

La collection italienne a bénéficié des deux premiers envois de l’État au musée de province en 1803 et 1805, notamment avec le grand tableau d’autel du Pérugin et quelques œuvres remarquables de l’École vénitienne (Titien, Véronèse, Bassano). Grâce à des dépôts, des acquisitions et des dons pendant deux siècles, la collection s’est enrichie des peintures de Palma le Vieux, ou l’atelier de Vasari ou de Lavinia Fontana. Ces œuvres illustrent l’évolution de la Renaissance classique vers le maniérisme international et une expression vénitienne plus « colorée ».
Exemples tirés de la collection :
- Le Pérugin, Vierge à l'Enfant sur le trône entre saint Jérôme, saint Augustin, quatre anges et deux chérubins ;
- Jacopo Negretti, dit Palma le Vieux, Portrait d’homme tenant une lettre et un gant, vers 1515-1525 ;
- Tiziano Vecellio, dit Titien, Tarquin et Lucrèce, vers 1570-1571 ;
- Giuseppe Porta, dit Salviati le jeune, Le Christ et la femme adultère ;
- Giorgio Vasari (atelier de), Sainte Famille avec saint Jean-Baptiste et saint François d'Assise ;
- Paolo Caliari, dit Véronèse, Sainte Famille avec sainte Dorothée ;
- Lavinia Fontana, Portrait d'homme assis feuilletant un livre, 1577-1578.

### Peinture européenne desXVeetXVIesiècles

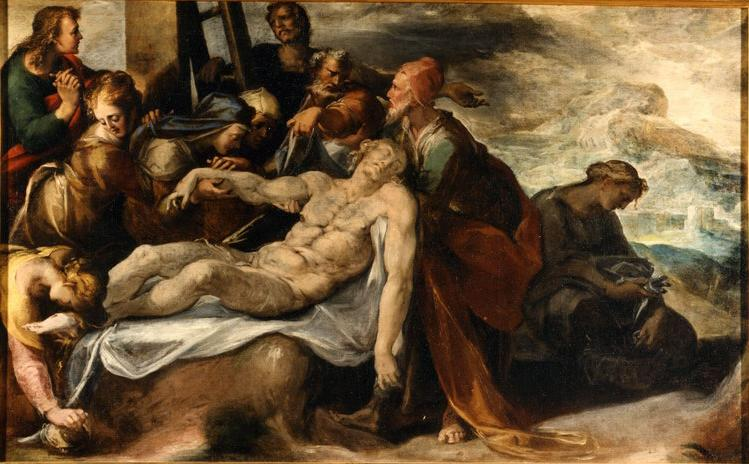
Hans von Aachen, La Déposition.

En complément des peintures de l’Italie du Cinquecento, des œuvres de l’énigmatique Hans Clot, d’Hans Maler, d’Hans von Aachen, de Brueghel de Velours et d’Otto Venius témoignent de la persistance du gothique à l’époque de la Renaissance et de l’adhésion au maniérisme florentin et romain en Europe du Nord jusqu’au début du XVIIe siècle.
Exemples tirés de la collection :
- Hans Clot, Vierge de Pitié ou Pietà, 1469 ;
- Anonyme flamand, L’Annonciation ;
- Hans von Aachen, La Déposition.

### Peinture caravagesque duXVIIesiècle

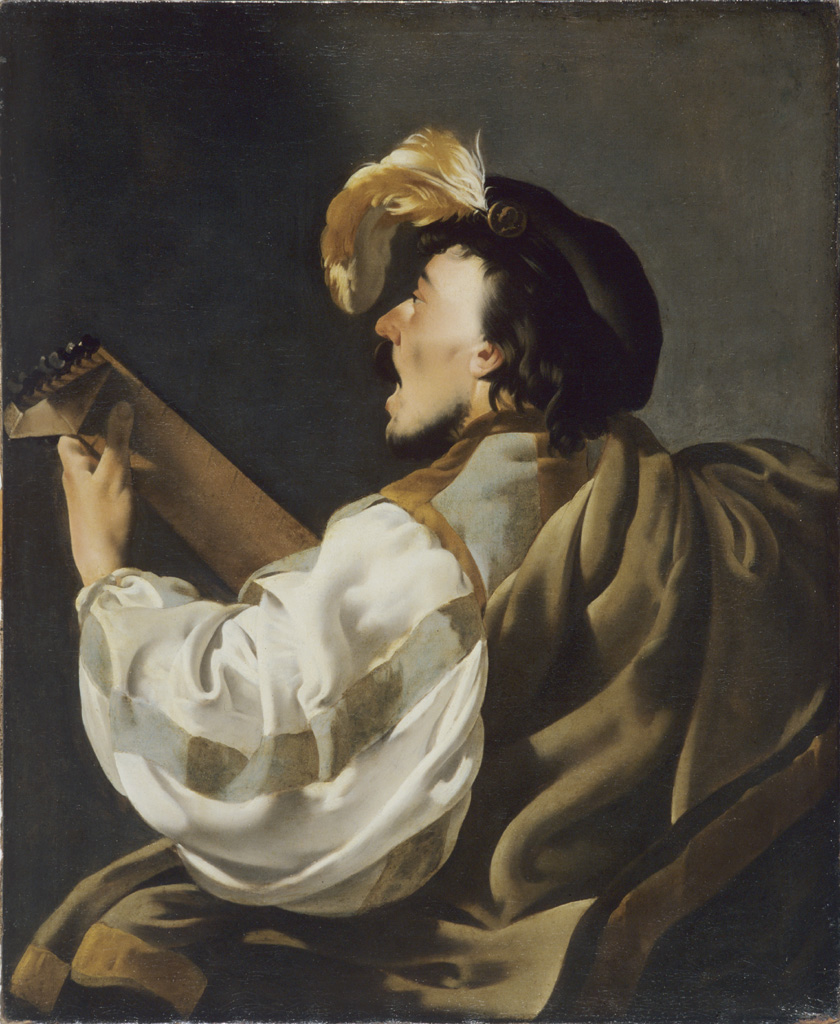
Hendrick ter Brugghen, Un chanteur s'accompagnant au luth, 1624.

Autrefois attribuée au Caravage, la peinture anonyme Saint Jean-Baptiste dans le désert constitue l’origine d’un fonds important autour du mouvement caravagesque dans les collections du musée.
Depuis le sud de l’Italie avec Giovanni Do et Luca Giordano, ce mouvement diffusa son clair-obscur et son naturalisme affirmé dans le reste de la péninsule italienne (Vermiglio), puis en France avec notamment Aubin Vouet, en Hollande avec Ter Brugghen, en Flandres avec Seghers ou en Espagne avec Murillo.
Exemples tirés de la collection : 
- Giuseppe Vermiglio (attribué à), Saint Marc écrivant sous la dictée de saint Pierre ;
- Hendrick ter Brugghen , Un chanteur s'accompagnant au luth, 1624 ;
- Aubin Vouet, David tenant la tête de Goliath ;
- Giovanni Do, Un maître et son élève ;
- Luca Giordano, Dispute des philosophes et Dispute des théologiens ;
- Maître à la chandelle, Saint Sébastien soigné par Irène ;
- Maître de l'Annonce aux bergers, Prophète en buste lisant, 1re moitié du XVIIe siècle.

### Peinture flamande duXVIIesiècle

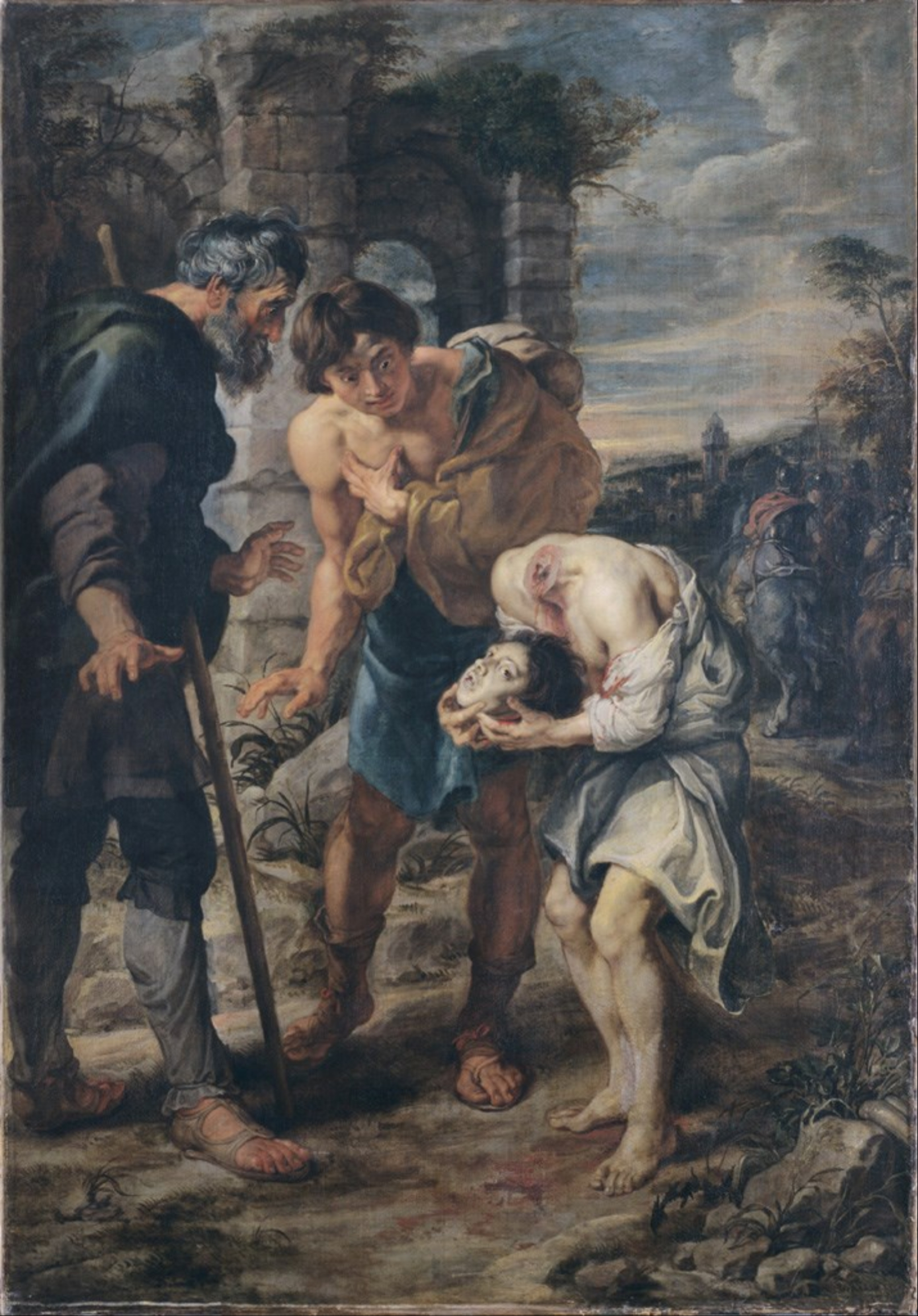
Pierre-Paul Rubens, Le Miracle de saint Just, vers 1629.

Représentée dès les envois de l’État au musée en 1803 et 1805, l’école flamande, annoncée par le grand volet de Van Veen (salle peinture européenne de la Renaissance), trouve sa parfaite expression dans la peinture de Rubens et de Van Dyck, ainsi qu’auprès de certains élèves et émules du maître : Boeckhorts, van Boucle, Coosemans ou Diepenbeeck. Ces œuvres témoignent de l’art de la Contre-Réforme et du rayonnement de l’école anversoise durant la première moitié du XVIIe siècle.
Exemple tirés de la collection :
- Joos II de Momper, dit Le Jeune, Paysage de montagne ;
- Jan Brueghel l'Ancien, La Danse de noces, vers 1600 ;
- Pierre Paul Rubens, Le Miracle de saint Just, vers 1629 mais avant 1637 ;
- Pierre Paul Rubens, Le Martyre de saint Georges, vers 1615 ;
- Anton van Dyck, Portrait de Marie de Médicis, 1631.

### Peinture hollandaise duXVIIesiècle

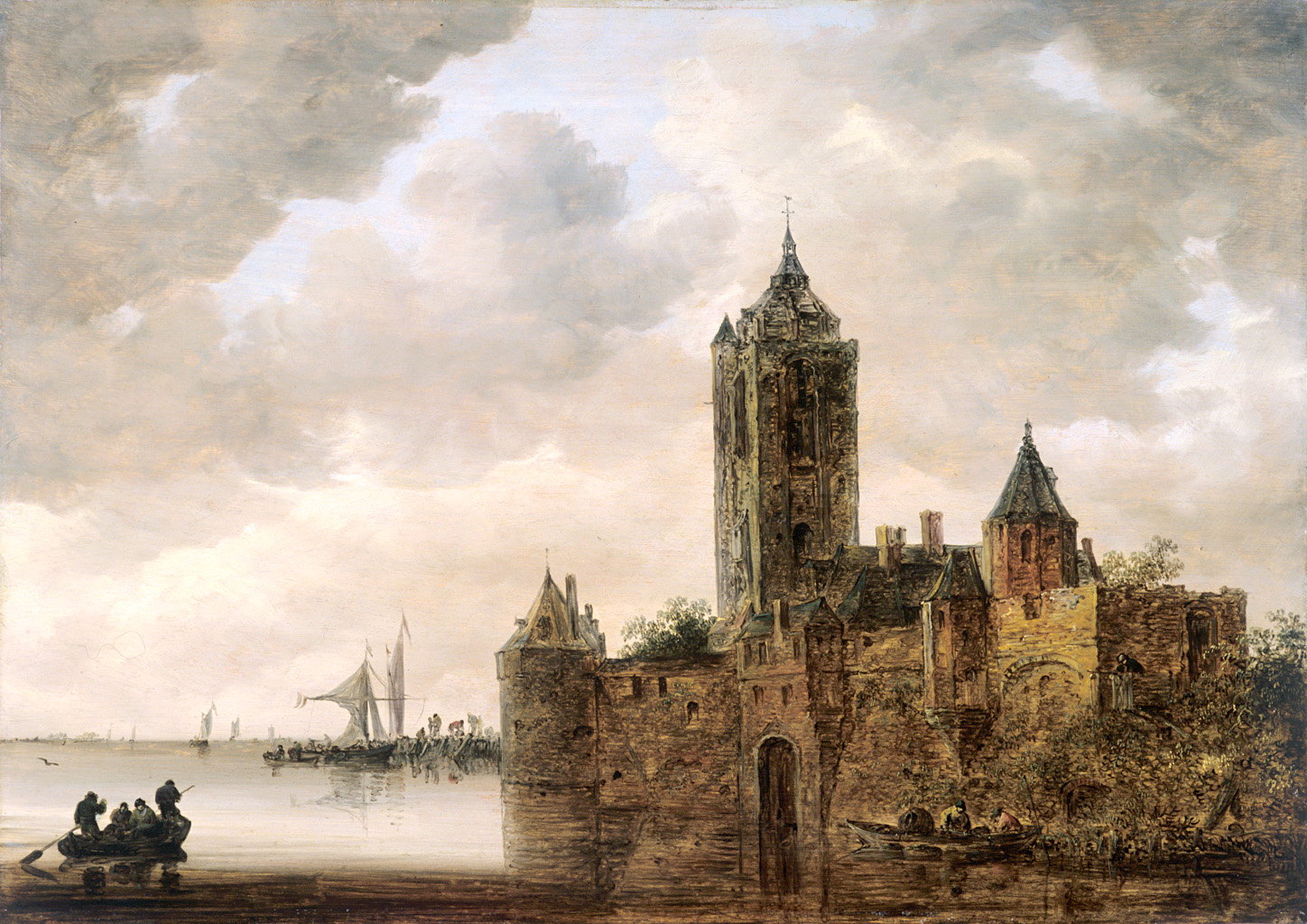
Jan van Goyen, Un Château au bord de l’eau.

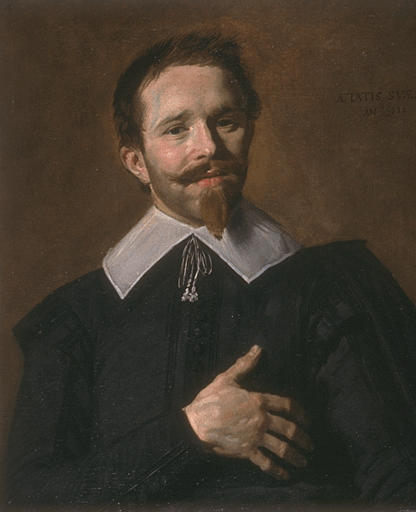
Frans Hals, L'Homme à la main sur le cœur, 1632.

Les tableaux hollandais du marquis de Lacaze (1773-1830) ont considérablement enrichi le fonds initial du musée par leur nombre (79, soit plus d’un tiers du fonds actuel), par leurs qualités plastiques et par leur iconographie.
Avec les œuvres de Benjamin Gerritsz Cuyp, Van Goyen, Franz Hals, Jan Davidszoon de Heem, Nicolas Maes, Jan Porcellis, Salomon Van Ruysdael ou Hendrick ter Brugghen, le musée possède l’un des fonds les plus importants de France. Des legs et d’autres acquisitions effectués au cours des XIXe et XXe siècles permettent de présenter la variété de cette école du Nord qui aborda tous les genres avec ce soin du détail et ce goût de la symbolique, et qui se distingue en particulier au musée par le paysage (Herman Van Swanevelt), la marine (Kool) et la nature morte (Melchior d'Hondecoeter).
Exemples tirés de la collection :
- Frans Hals, Portrait d’un homme dit L'Homme à la main sur le cœur, 1632 ;
- Jan Porcellis, Caboteurs aux abords d'un estuaire, vers 1627-1630 ;
- Pieter Fransz De Grebber, Bethsabée au bain ;
- Herman Van Swanevelt, Paysage fluvial avec saint Philippe baptisant l’eunuque de la reine Candace ;
- Jan Davidsz. de Heem, Roses, coupe et timbales avec deux verres sur une table, 1636 ;
- Willem Gillisz Kool (en), Marché aux poissons sur une plage, 1658 ;
- Benjamin Gerritsz Cuyp, L’Adoration des bergers ;
- Jan Looten, Paysage sylvestre aux chasseurs, vers 1651 ;
- Jan Van Goyen, Un château au bord de l’eau, 1647 ;
- Abraham Hondius, Adoration des bergers, 1671 ;
- Pieter van Overschee, Table servie avec un homard, un coquillage, des verres et des fruits.

### Peinture italienne desXVIIeetXVIIIesiècles

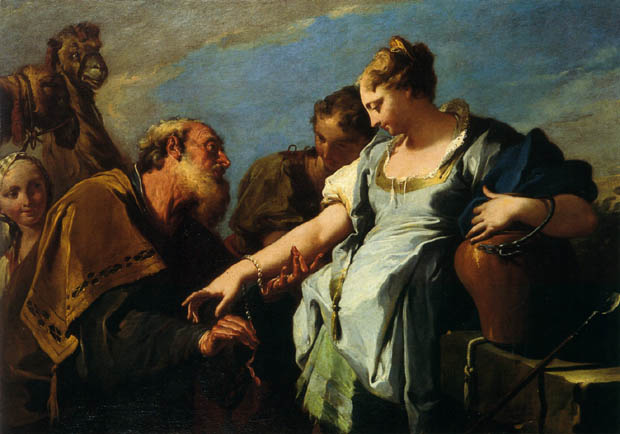
Giovanni Battista Pittoni, Eliezer et Rebecca, vers 1725.

Déjà présente dans les salles précédentes, l’école italienne continue de s’affirmer avec les peintres comme Pierre de Cortone, maître de la scène romaine à partir des années 1630 puis avec les artistes de la première moitié du siècle des Lumières, notamment le Napolitain Brandi encore marqué par le naturalisme, le Génois Magnasco qui élabora un style très personnel à l’inverse de la facture enlevée et du coloris clair des Vénitiens Bellucci, Diziani et Pittoni.
Exemples tirés de la collection :
- Pierre de Cortone, Vierge à l'Enfant ;
- Antonio Bellucci, L'Amour jaloux de la Fidélité, vers 1705-1710 ;
- Alessandro Magnasco, Arrivée et interrogatoire des galériens dans la prison de Gênes et Embarquement des galériens dans le port de Gênes ;
- Giovanni Battista Pittoni, Éléazar et Rébecca vers 1725 et Saint Eustache refuse d'adorer les idoles, vers 1722 ;
- Francesco Fontebasso, Apparition de la Vierge à saint Antoine de Padoue et Saint François de Paule avec un frère.

### Peinture française desXVIIeetXVIIIesiècles

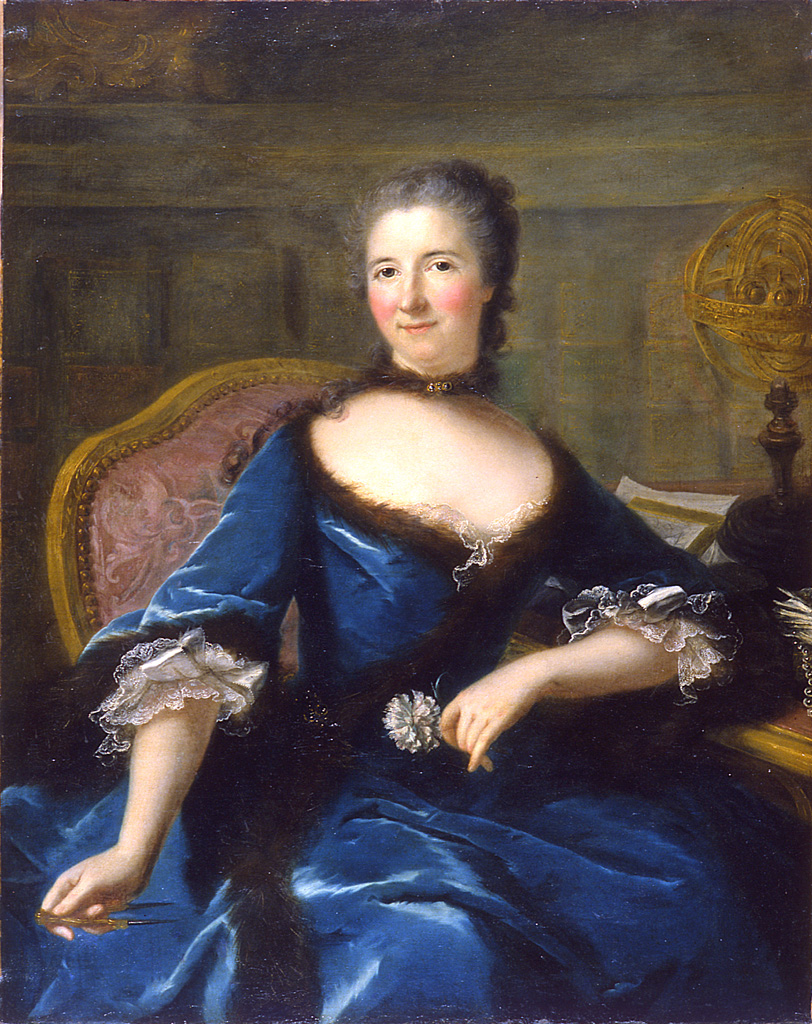
Marianne Loir, Portrait de Gabrielle Émilie Le Tonnelier de Breteuil, Marquise du Châtelet.

Dès sa création en 1801, le musée des beaux-arts de Bordeaux a reçu en dépôt des tableaux français (Allegrain, Boulogne, Coypel, Restout) provenant de collections parisiennes et qui illustrent l’activité artistique sous le règne de Louis XIV. Complété par des acquisitions (Lefebvre, Courrège) et des legs (Natoire, Chardin), ce fonds permet de suivre les grands courants de la peinture aux XVIIe siècle et XVIIIe siècle à travers les principaux genres académiques.
Exemples tirés de la collection :
- Aubin Vouet, David tenant la tête de Goliath, vers 1620 ;
- Gabriel Allegrain, La Fuite en Égypte, vers 1716 ;
- Jean Siméon Chardin, Nature morte aux morceaux de viande, 1730 ;
- Jean II Restout, La Présentation de Jésus au Temple, vers 1735 ;
- Charles-Joseph Natoire, Vénus à sa toilette, 1742 ;
- Jean-Marc Nattier, Étude pour le portrait de Marie-Josèphe de Saxe, vers 1750 ;
- Jean-Faur Courrège, Vénus pleurant la mort d’Adonis, vers 1753 ;
- Henri-Horace Roland Delaporte, Nature morte à la vielle, vers 1760 ;
- Jean-Joseph Taillasson, Le Tombeau d’Élisée, avant 1774 ;
- François-André Vincent, L'Agriculture, 1798 ;
- Marianne Loir, Portrait de Gabrielle Émilie Le Tonnelier de Breteuil, Marquise du Châtelet ;
- Jean-Baptiste Greuze, Jeune femme effrayée par l’orage - L'Inconsolable[17] ;
- Marguerite Gérard, Portraits supposés de Mesdames Tallien et Récamier ;
- Nicolas de Largillierre, Portrait d'un abbé de l'ordre des Feuillants.

### Peinture anglaise, allemande et flamande duXVIIIesiècle

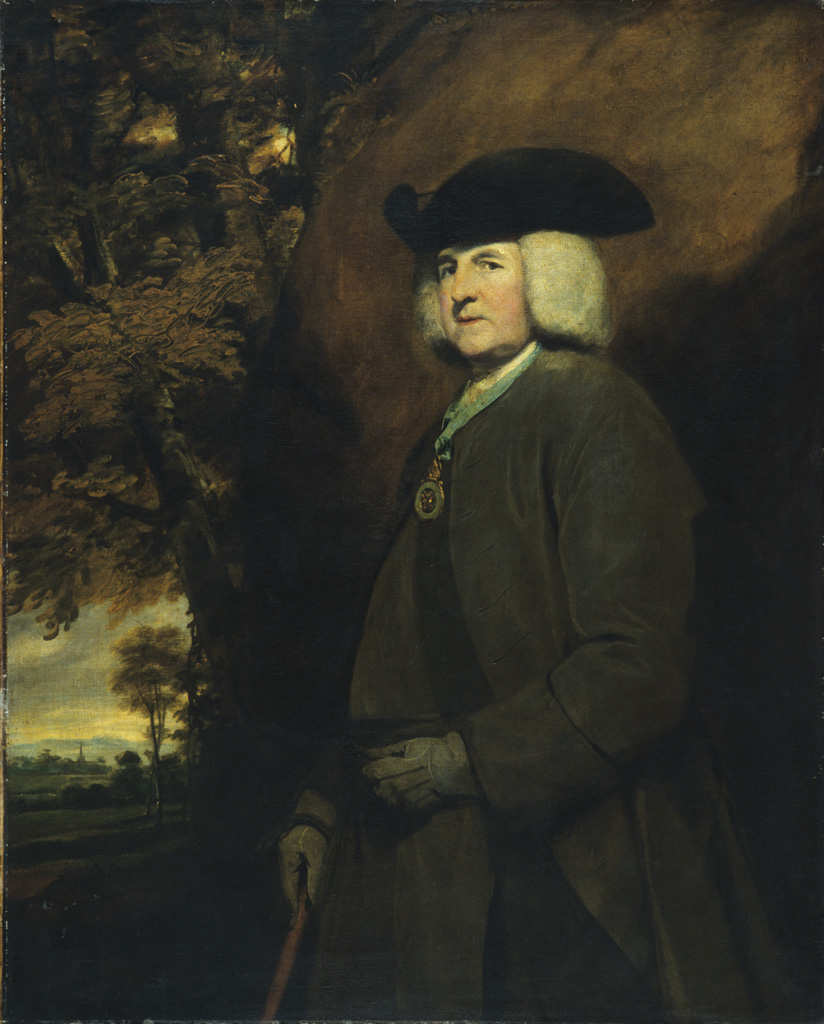
Joshua Reynolds, Portrait de Richard Robinson, archevêque d’Armagh, futur baron de Rokeby et primat d’Irlande.

Le fonds de peinture anglaise fut constitué récemment. Il contient cependant des œuvres aussi signifiantes que deux sujets mythologiques de Zoffany, le Portrait de William Chambers et le Portrait de Richard Robinson peints par Reynolds ou le Portrait de John Hunter par Lawrence. Les deux études préparatoires de l’Américain Benjamin West pour la chapelle de Windsor et le Portrait de Mrs James Arden par Stuart témoignent des liens artistiques entre les États-Unis et son ancienne métropole. Pour leur part, le portrait de la princesse d’Orange-Nassau par l’Allemand Tischbein ou celui des époux Mareilhac par le Flamand Lonsing évoquent cette nouvelle sensibilité à la nature qui émergea à la fin du siècle.
Exemples tirés de la collection :
- Allan Ramsay, Portrait de la comtesse Elisabeth de Salisbury, 1769 ;
- Joshua Reynolds, Portrait de Richard Robinson, archevêque d’Armagh, futur baron de Rokeby et primat d’Irlande, vers 1771-1775 ;
- Johann Zoffany, Vénus sur les eaux, vers 1760 ;
- Benjamin West, Jérémie voit une branche d’amandier fleurie et Les Lèvres d’Isaïe purifiées par le feu ;
- Johann Friedrich August Tischbein, Frédérique Louise Wilhelmine, Princesse d’Orange-Nassau, 1788 ;
- Thomas Lawrence, Portrait de John Hunter, vers 1789-1790.

### Peinture duXIXesiècle

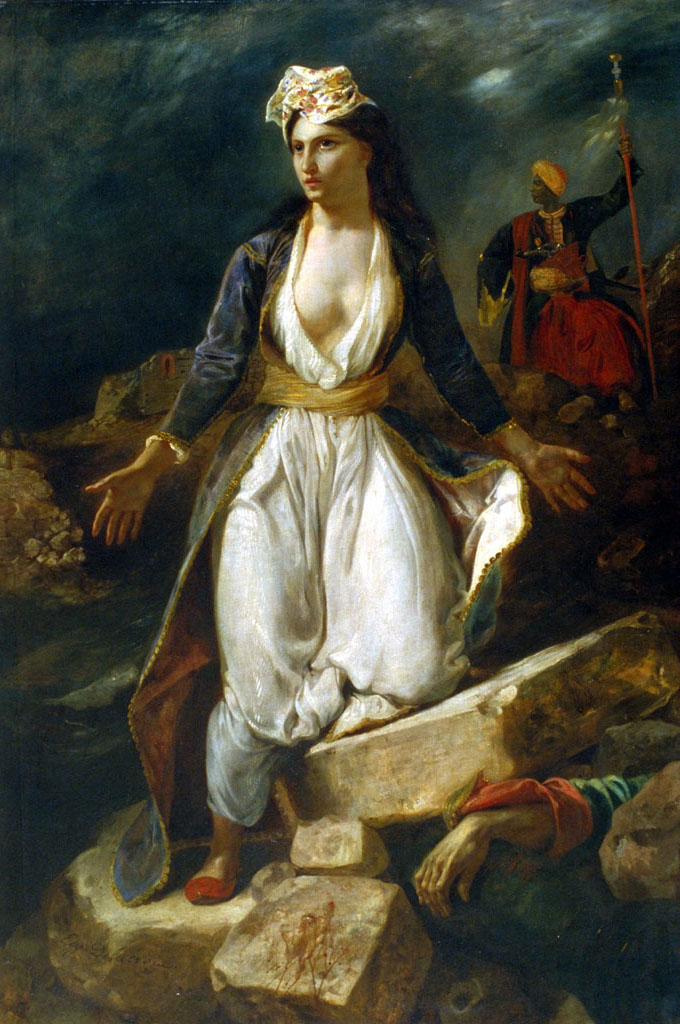
Eugène Delacroix, La Grèce sur les ruines de Missolonghi.

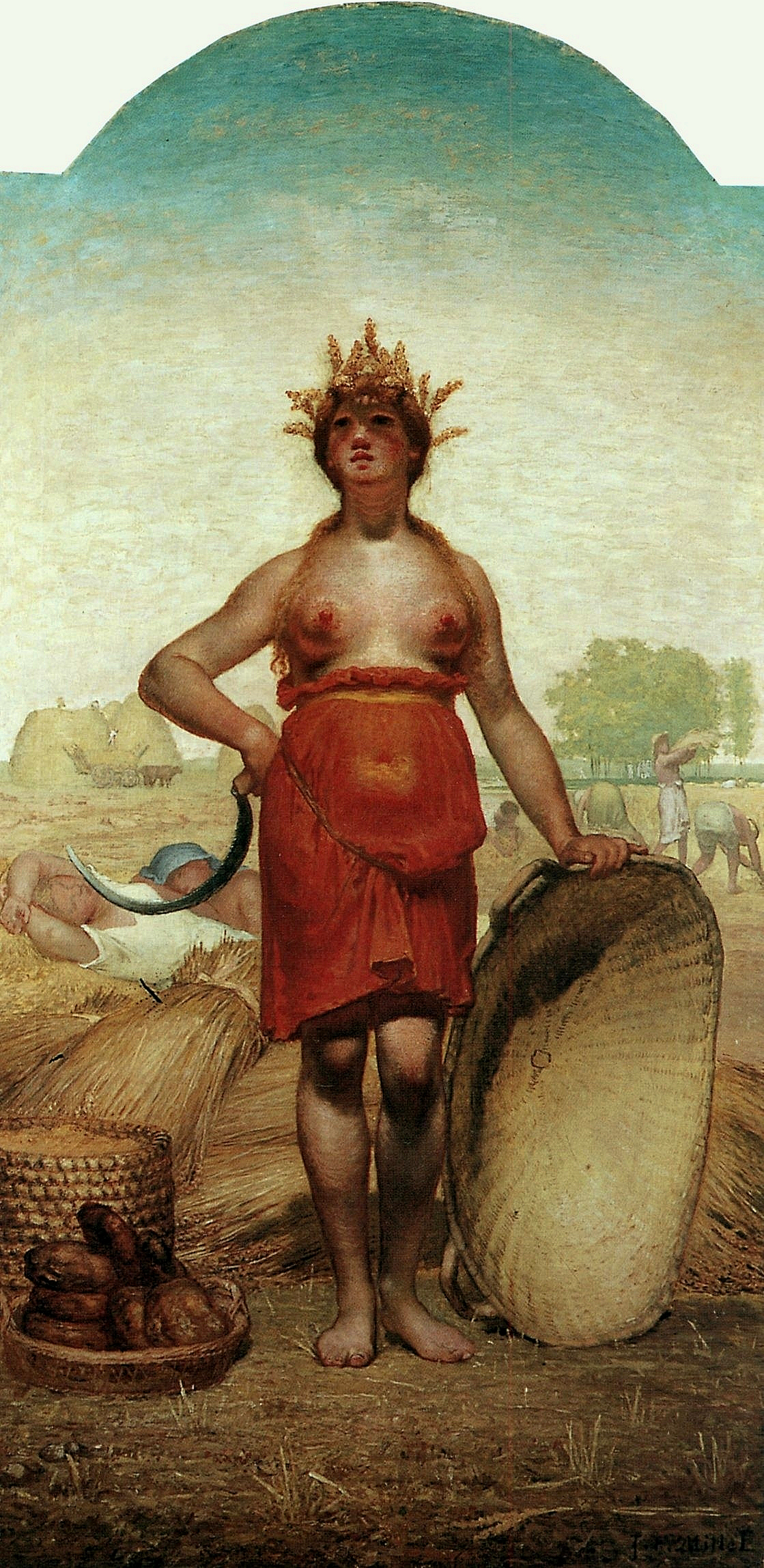
Jean-François Millet, L'Été ou Cérès, 1864-1865.

- Eugène Delacroix, La Grèce sur les ruines de Missolonghi, 1826.
- Mary Cassatt, Portrait de fillette, 1879.
- John Martin, Macbeth et les trois sorcières, 1849-50.
- Rosa Bonheur, La Foulaison du blé en Camargue, 1864-1899.
- Louis-Augustin Auguin, Un jour d'été à la grande côte, 1883.
- Jean-Pierre Alexandre Antigna, Miroir des bois, 1864.
- Léon Brard, Paysage orientaliste : vue sur le Bosphore (Paysage marocain avec des maisons), acquis en 1895.
- Paul Baudry, La Toilette de Vénus, 1858.
- Eugène Boudin, Marée basse à Étaples, 1886.
- William Bouguereau, Une bacchante, 1862.
- Jacques Raymond Brascassat, Portrait de la mère de l'artiste, 1822.
- Julien Calvé, Lande du parc.
- Léon Cogniet, Le Tintoret peignant sa fille morte, vers 1843.
- Benjamin-Constant, Prisonniers marocains, 1875.
- Jean-Baptiste Camille Corot, Le Bain de Diane, 1855.
- Thomas Couture, Madame de Brunecke, vers 1870.
- Charles-François Daubigny, Les Bords de l'Oise, 1859.
- Jean-Léon Gérôme, Bacchus et l'Amour ivres, 1850.
- Antoine-Jean Gros, Embarquement de la Duchesse d'Angoulême à Pauillac, 1818.
- Pierre-Narcisse Guérin, Phèdre et Hippolyte, 1833.
- Eugène Isabey, Incendie du steamer Austria, 1858.
- Jean-François Millet, L'Été ou Cérès, 1864-1865.
- Berthe Morisot, Le Neveu de Berthe Morisot, 1876.
- Odilon Redon, nombreuses œuvres dont L'Homme ailé, 1890-1895.
- Auguste Renoir, Maisons de Cagnes ; Bouquet de roses ; Le Petit pont ; Les Fraises, 1908 ; Paysage de Cagnes, vers 1915 : Vue du jardin de la villa.
- Georges Seurat, Paysage de l'Île-de-France.
- Henri de Toulouse-Lautrec, Au Moulin Rouge, 1892.

### Peinture duXXesiècle

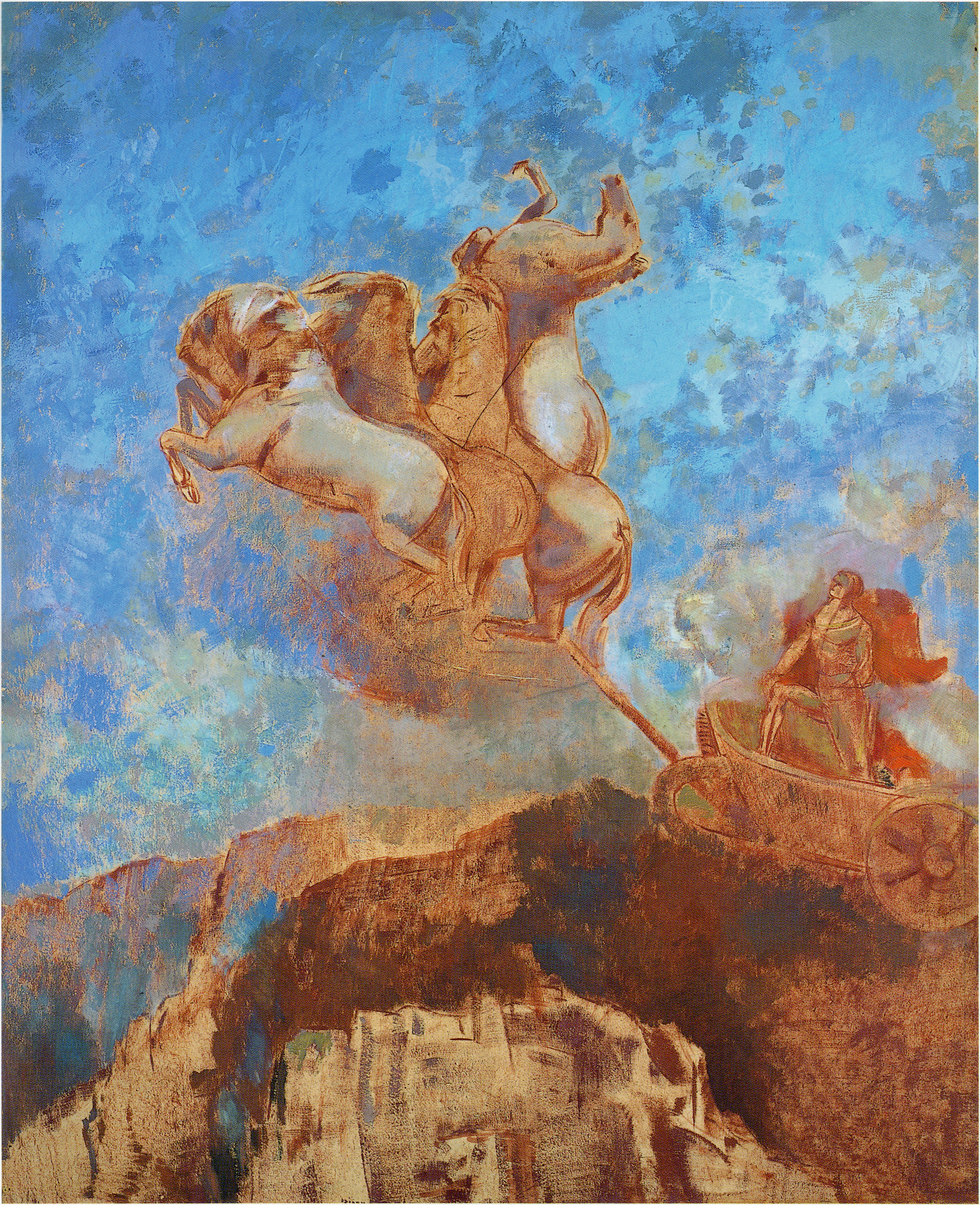
Odilon Redon, Le Char d'Apollon (1909).

- Georges Braque, Table de toilette. Nature morte à la cuvette, vers 1941.
- Simone Colombier, Nature morte.
- Raoul Dufy, Nu lisant, 1953.
- Oskar Kokoschka, L'Église Notre-Dame à Bordeaux, 1925.
- Charles Lacoste, La Garonne devant Bordeaux, 1935.
- André Lhote, nombreuses œuvres dont Entrée du bassin à flot de Bordeaux, 1912.
- André Masson, La Main fertile, 1971.
- Albert Marquet, nombreuses œuvres dont La Cafetière, 1902 ; Autoportrait, 1904 ; Sa mère ; Portrait de Matisse ; Nu en contre-jour, 1909.
- Henri Matisse, huit peintures dont Belle-Île, Portrait de Bevilacqua et Jeune Espagnole.
- Pablo Picasso, Olga lisant, 1920.
- Odilon Redon, Le Char d'Apollon, 1909 (acquis en 1953[18]).
- Chaïm Soutine, L'Homme bleu sur la route (La Montée de Cagnes), 1923-1924.
- Félix Vallotton, Voiliers à Honfleur et Portrait de Madame Vallotton.

## Lieu de tournage
En 2018, une équipe de l'émission Secrets d'Histoire a tourné plusieurs séquences au musée dans le cadre d'un numéro consacré à Marie-Thérèse de France, intitulé  Madame Royale, l'orpheline de la Révolution, diffusé le 12 juillet 2018 sur France 2.